# فالنزويلا
فالنزويلا (بالإنجليزية: Valenzuela) وهي مدينة في الفلبين بالقرب من عاصمة الفلبين مانيلا , يبلغ عدد سكانها 575,356 نسمة وتبلغ مساحتها 47.02 كلم مربع وتعتبر المدينة 119 الأكبر في الفلبين.

## توائم
- كوريا الجنوبية بوتشيون
- الفلبين سانتا كروز
- الفلبين كورونادال